# Witold Ławrynowicz
Witold Jerzy Ławrynowicz (ur. 10 stycznia 1955 w Warszawie) – polski inżynier chemik, historyk, publicysta i pisarz. W swoim dorobku pisarskim ma zarówno książki popularnonaukowe, jak i powieści historyczno-sensacyjne.

## Życiorys
Z wykształcenia jest chemikiem. W 1979 r. ukończył studia na Wydziale Chemicznym Politechniki Warszawskiej. W czasie wprowadzenia stanu wojennego przebywał w Londynie. Pozostał na emigracji. W 1983 r. rozpoczął studia doktoranckie na Uniwersytecie w New Jersey. Po ich ukończeniu pracował w przemyśle farmaceutycznym w Kanadzie, a potem w Stanach Zjednoczonych.
W Kanadzie, pracując dla miejscowej gminy Związku Narodowego Polskiego wygłosił szereg okolicznościowych referatów przy okazji obchodów rocznic historycznych. Od września 1995 jest członkiem Klubu Miłośników Dawnych Militariów Polskich im. A. Zaręby w Nowym Jorku.Od 2023 roku członek rady Instytutu Józefa Piłsudskiego w Nowym Jorku.
Na emigracji publikował w polonijnym „Głosie Polskim” i „Armoured Fighting Vehicles News” w Kanadzie, „Nowym Dzienniku”, „Polish Heritage News” oraz „Polonia Today” w Stanach Zjednoczonych, „Przeglądzie Kawalerii i Broni Pancernej” w Wielkiej Brytanii, „Relacjach” w Szwecji i w ukazujących się w Polsce periodykach: „MARS”, „Archeologia wojskowa”, „Mundur i Broń”, „Glaukopis”, „Przegląd Historyczno-Wojskowy” oraz w miesięczniku „Nowa Technika Wojskowa”. Kolejne prace zostały umieszczone w roczniku Klubu – „Hetman”. W sumie w Polsce i za granicą w różnych periodykach opublikował 186 prac o tematyce historycznej.
Na terenie Stanów Zjednoczonych miał wykłady z historii polskiej broni pancernej dla Polish-American Historical Association (Atlanta 2007), Writers and Books (Rochester 2008) oraz Instytutu Józefa Piłsudskiego w Ameryce (Nowy Jork 2009, 2010 i 2022) oraz w Klubie Miłośników Dawnych Militariów Polskich (Warszawa 2015 i 2018).

## Twórczość pisarska
Książki z zakresu historii wojskowości:
- „Droga do Blitzkriegu. Historia i rozwój niemieckiej broni pancernej do wybuchu II wojny światowej” (2003) ISBN 83-7237-116-4
- „Prekursorzy. Pierwsze brytyjskie czołgi” (2006) ISBN 83-7237-177-6
- „French Light Tank Renault FT & U.S. Six-Ton Tank M1917” (2006) ISBN 978-83-60672-00-6
- „Schneider CA, St. Chamond” (2008) ISBN 978-83-7237-196-6
- „Czołg Renault FT. Powstanie, budowa i użycie w boju na Froncie Zachodnim i w Polsce” (2015) ISBN 978-83-7889-250-2
- „A7V i prekursorzy niemieckiej broni pancernej” (2016) ISBN 978-83-65495-82-2
- „Amiens 1918” (2019) [seria Historyczne bitwy] ISBN 978-83-11-15614-2
- „Samochody pancerne I wojny światowej” (2020) [wraz z Albertem Rokoszem] ISBN 978-83-66687-01-1
- „Arras 1917” (2023) [seria Historyczne bitwy] ISBN 978-83-11-17079-7

Powieści:
- „Halina” (2010) [tom I cyklu „Wiktor i Halina”] ISBN 978-83-7506-538-1
- „Kiedy krwawią kwiaty” (2013) [tom II cyklu „Wiktor i Halina”] ISBN 978-83-7565-281-9
- „Droga do człowieczeństwa” (2014) [tom III cyklu „Wiktor i Halina”] ISBN 978-83-7565-379-3
- „Renegat” (2015) [tom I cyklu „Karol Czerski”] ISBN 978-83-7565-440-0
- „Sprzedawczyk” (2017) [tom II cyklu „Karol Czerski”] ISBN 978-83-7565-515-5
- „Zdrajca” (2018) [tom III cyklu „Karol Czerski”] ISBN 978-83-7565-578-0
- „Heretyk” (2020) [tom IV cyklu „Karol Czerski”] ISBN 978-83-7565-650-3
- „Lwowski weteran” (2021) [tom I cyklu „Wincenty Jaszyński”] ISBN 978-83-7565-754-8
- "Lwowski kasiarz" (2023) [tom II cyklu „Wincenty Jaszyński”] ISBN 978-83-7565-798-2
- „Lwowska hydra” (2024) [tom III cyklu „Wincenty Jaszyński”] ISBN 978-83-7565-858-3
- "Sieroty rewolucji" (2025) [tom I cyklu "Piotr Skórski"] ISBN 978-83-7565-916-0